# Alie Sesay
Alie Sesay, född 2 augusti 1994 i London, är en engelsk-sierraleonsk fotbollsspelare som spelar för indonesiska Persebaya Surabaya.

## Klubbkarriär

### Tidig karriär
Sesay började sin karriär i Arsenal innan han 2010 tog steget över till Leicester City. Den 15 maj 2013 skrev Sesay på ett proffskontrakt med Leicester City.

#### Colchester United (lån)
Den 24 januari 2014 lånades Sesay ut till Colchester United på ett låneavtal över resten av säsongen 2013/2014. Den 25 februari 2014 debuterade Sesay i League One i en 1–0-förlust mot Sheffield United, där han blev inbytt i halvlek mot Brian Wilson. Totalt spelade Sesay tre ligamatcher för Colchester.

#### Cambridge United (lån)
I oktober 2015 lånades Sesay ut till League Two-klubben Cambridge United på ett låneavtal över en månad. Han debuterade för klubben den 17 oktober 2015 i en 2–1-vinst över Northampton Town. Totalt spelade Sesay fem ligamatcher och en cupmatch.

### Barnet
Den 15 januari 2016 värvades Sesay av Barnet, där han skrev på ett 1,5-årskontrakt. Dagen efter debuterade Sesay för klubben i en 0–0-match mot Carlisle United, där han blev inbytt i den 58:e minuten mot Chris Hackett. Sesay spelade 13 ligamatcher för Barnet säsongen 2015/2016. Säsongen 2016/2017 spelade han fem ligamatcher och två matcher i EFL Trophy. Den 31 januari 2017 kom Sesay och Barnet överens om att bryta kontraktet.

### IK Frej
Den 7 februari 2017 värvades Sesay av IK Frej. Han debuterade i Superettan den 2 april 2017 i en 2–2-match mot Gefle IF. Säsongen 2017 spelade Sesay totalt 27 ligamatcher och gjorde två mål. Han spelade även en cupmatch samt två nedflyttningskvalmatcher mot Akropolis IF under säsongen.
Säsongen 2018 spelade Sesay nio ligamatcher och tre matcher i Svenska cupen. Den 3 augusti 2018 kom Sesay och IK Frej överens om att bryta hans kontrakt.

### Kissamikos
I augusti 2018 skrev Sesay på ett ettårskontrakt med grekiska Kissamikos.

### Arda Kardzhali
I augusti 2019 värvades Sesay av bulgariska Arda Kardzhali, där han skrev på ett tvåårskontrakt.

### Zira
Den 14 januari 2020 värvades Sesay av Azerbajdzjans Premjer Liqasy-klubben Zira, där han skrev på ett 1,5-årskontrakt.

### Sabail
I januari 2021 värvades Sesay av Sabail, där han skrev på ett kontrakt över resten av säsongen.

### Persebaya Surabaya
I juni 2021 värvades Sesay av indonesiska Persebaya Surabaya.

## Landslagskarriär
Sesay debuterade för Sierra Leones landslag den 11 oktober 2014 i en 0–0-match mot Kamerun.

## Karriärstatistik
| Klubb                   | Säsong             | Liga                         | Liga    | Liga | Nationell cup | Nationell cup | Övrigt  | Övrigt | Totalt  | Totalt |
| Klubb                   | Säsong             | Division                     | Matcher | Mål  | Matcher       | Mål           | Matcher | Mål    | Matcher | Mål    |
| ----------------------- | ------------------ | ---------------------------- | ------- | ---- | ------------- | ------------- | ------- | ------ | ------- | ------ |
| Colchester United (lån) | 2013/2014          | League One                   | 3       | 0    | —             | —             | —       | —      | 3       | 0      |
| Cambridge United (lån)  | 2015/2016          | League Two                   | 5       | 0    | 1             | 0             | —       | —      | 6       | 0      |
| Barnet                  | 2015/2016          | League Two                   | 13      | 0    | —             | —             | —       | —      | 13      | 0      |
| Barnet                  | 2016/2017          | League Two                   | 5       | 0    | —             | —             | 2       | 0      | 7       | 0      |
| Barnet                  | Totalt             | Totalt                       | 18      | 0    | —             | —             | 2       | 0      | 20      | 0      |
| IK Frej                 | 2017               | Superettan                   | 27      | 2    | 1             | 0             | 2       | 0      | 30      | 2      |
| IK Frej                 | 2018               | Superettan                   | 9       | 0    | 3             | 0             | —       | —      | 12      | 0      |
| IK Frej                 | Totalt             | Totalt                       | 36      | 2    | 4             | 0             | 2       | 0      | 42      | 2      |
| Kissamikos              | 2018/2019          | Grekiska Fotbollsligan       | 25      | 0    | 3             | 0             | —       | —      | 28      | 0      |
| Arda Kardzhali          | 2019/2020          | Bulgariska ligan             | 1       | 0    | 0             | 0             | —       | —      | 1       | 0      |
| Zira                    | 2019/2020          | Azerbajdzjans Premjer Liqasy | 6       | 0    | 0             | 0             | —       | —      | 6       | 0      |
| Zira                    | 2020/2021          | Azerbajdzjans Premjer Liqasy | 3       | 0    | 0             | 0             | —       | —      | 3       | 0      |
| Zira                    | Totalt             | Totalt                       | 9       | 0    | 0             | 0             | —       | —      | 9       | 0      |
| Sabail                  | 2020/2021          | Azerbajdzjans Premjer Liqasy | 13      | 0    | 0             | 0             | —       | —      | 13      | 0      |
| Persebaya Surabaya      | 2021               | Liga 1                       | 13      | 0    | 0             | 0             | —       | —      | 13      | 0      |
| Totalt i karriären      | Totalt i karriären | Totalt i karriären           | 123     | 2    | 8             | 0             | 4       | 0      | 135     | 2      |

1. ↑  Matcher i EFL Trophy
2. ↑  Nedflyttningskvalmatcher  mot Akropolis IF.[21][22]